# Jeff Foster
Jeffrey Douglas Foster (San Antonio, Texas; 16 de enero de 1977) es un exjugador de baloncesto estadounidense que disputó 12 temporadas en la NBA, todas ellas en Indiana Pacers. Con 2.11 metros de estatura jugaba en las posiciones de ala-pívot y pívot.

## Carrera

### Universidad
Foster asistió a la Universidad Estatal de Texas, donde pasó cuatro años.
En su primera campaña con los Bobcats jugó poco, tan solo 13 minutos por encuentro, progresando temporada tras temporada. En su tercer año se consagraría definitivamente en el equipo, promediando un doble-doble; 12,8 puntos y 10,2 rebotes. En su año sénior, finalizó cuarto en rebotes por partido (11,3) en toda la nación, además de promediar 14,2 puntos y 1 tapón.

### NBA
Fue seleccionado por Golden State Warriors en la 21.ª posición del Draft de 1999, siendo inmediatamente traspasado a Indiana Pacers por Vonteego Cummings y una futura primera ronda de draft. Se convirtió en el primer rookie en liderar al equipo un partido en rebotes desde Erick Dampier en la temporada 1996-1997, cogiendo 13 ante Atlanta Hawks el último encuentro de liga. Además, en ese partido también registró su primer doble-doble, anotando 11 puntos. Finalmente, promedió 2,3 puntos y 1,7 rebotes en 19 partidos, formando parte de la plantilla que llegó a las Finales de la NBA. 
En su segunda temporada jugó 71 partidos, promediando 3,5 puntos y 5,5 rebotes. En la siguiente campaña fue el único jugador de los Pacers en aparecer en los 82 partidos de la temporada regular, firmando 5,7 puntos y 6,8 rebotes, mejorando su capacidad ofensiva. Tras un año jugando muy poco debido al fichaje del pívot Brad Miller, encadenó cinco campañas consecutivas aportando más de 7 rebotes por partido, incluidas dos por encima de los 9.

## Estadísticas de su carrera en la NBA

### Temporada regular
| Año     | Equipo  | PJ  | PT  | MPP  | %TC  | %3P  | %TL  | RPP | APP | ROB | TPP | PPP |
| ------- | ------- | --- | --- | ---- | ---- | ---- | ---- | --- | --- | --- | --- | --- |
| 1999–00 | Indiana | 19  | 0   | 4.5  | .565 | .000 | .680 | 1.7 | .3  | .3  | .1  | 2.3 |
| 2000–01 | Indiana | 71  | 9   | 16.2 | .469 | .286 | .516 | 5.5 | .5  | .6  | .4  | 3.5 |
| 2001–02 | Indiana | 82  | 48  | 21.8 | .449 | .133 | .610 | 6.8 | .9  | .9  | .5  | 5.7 |
| 2002–03 | Indiana | 77  | 2   | 10.4 | .360 | .000 | .540 | 3.6 | .7  | .4  | .3  | 2.1 |
| 2003–04 | Indiana | 82  | 79  | 23.9 | .544 | .000 | .669 | 7.4 | .8  | .9  | .3  | 6.1 |
| 2004–05 | Indiana | 61  | 43  | 26.1 | .519 | .000 | .634 | 9.0 | .7  | .8  | .2  | 7.0 |
| 2005–06 | Indiana | 63  | 37  | 25.1 | .552 | .000 | .604 | 9.1 | .8  | .6  | .4  | 5.9 |
| 2006–07 | Indiana | 75  | 43  | 23.2 | .469 | .000 | .639 | 8.1 | .8  | .8  | .5  | 4.3 |
| 2007–08 | Indiana | 77  | 52  | 24.5 | .550 | .000 | .593 | 8.7 | 1.7 | .7  | .4  | 6.4 |
| 2008–09 | Indiana | 74  | 26  | 24.7 | .501 | .286 | .658 | 6.9 | 1.8 | .7  | .7  | 6.1 |
| 2009-10 | Indiana | 16  | 3   | 15.9 | .478 | .000 | .556 | 5.1 | 1.3 | .2  | .2  | 3.1 |
| 2010-11 | Indiana | 56  | 3   | 16.8 | .479 | .000 | .563 | 6.3 | .8  | .4  | .6  | 3.3 |
| Total   | Total   | 753 | 345 | 20.7 | .497 | .113 | .614 | 6.9 | .9  | .7  | .4  | 4.9 |

### Playoffs
| Año   | Equipo  | PJ | PT | MPP  | %TC  | %3P  | %TL   | RPP | APP | ROB | TPP | PPP |
| ----- | ------- | -- | -- | ---- | ---- | ---- | ----- | --- | --- | --- | --- | --- |
| 2001  | Indiana | 4  | 2  | 13.0 | .444 | .000 | 1.000 | 3.0 | .5  | .0  | .8  | 2.5 |
| 2002  | Indiana | 5  | 0  | 15.6 | .538 | .500 | .444  | 4.8 | 1.4 | .6  | .2  | 4.0 |
| 2003  | Indiana | 6  | 0  | 6.3  | .545 | .000 | 1.000 | 1.3 | .3  | .0  | .5  | 2.3 |
| 2004  | Indiana | 16 | 13 | 19.2 | .581 | .000 | .800  | 6.6 | .8  | .8  | .3  | 3.6 |
| 2005  | Indiana | 13 | 0  | 18.8 | .596 | .000 | .714  | 7.4 | .4  | .5  | .9  | 5.9 |
| 2006  | Indiana | 4  | 4  | 20.0 | .364 | .000 | .750  | 6.0 | .8  | 1.0 | .2  | 2.8 |
| 2011  | Indiana | 5  | 0  | 18.6 | .583 | .000 | .375  | 4.8 | .8  | .4  | .8  | 3.4 |
| Total | Total   | 53 | 19 | 16.8 | .556 | .400 | .661  | 5.5 | .7  | .5  | .6  | 3.9 |